# Keith Szarabajka
Keith Szarabajka (IPA: [ʂaraˈbajka]) (Oak Park, 2 dicembre 1952) è un attore statunitense di origini polacche.

## Carriera
È apparso in numerosi telefilm, tra cui X-Files, Streghe, Law & Order, Prison Break e 24. Lo si ricorda nella parte del cacciatore di vampiri Daniel Holtz in Angel. Nel videogioco L.A. Noire interpreta il detective Herschel Biggs.

## Filmografia parziale

### Cinema
- Missing - Scomparso (Missing), regia di Costantin Costa-Gavras (1982)
- Una donna, una storia vera (Marie), regia di Roger Donaldson (1985)
- Walker - Una storia vera (Walker), regia di Alex Cox (1987)
- Battaglione di disciplina (The Misfit Brigade), regia di Gordon Hessler (1987)
- Under Cover of Darkness, regia di Walter Pitt (1992)
- Un mondo perfetto (A Perfect World), regia di Clint Eastwood (1993)
- We Were Soldiers - Fino all'ultimo uomo, regia di Randall Wallace (2002)
- Il cavaliere oscuro (The Dark Knight), regia di Christopher Nolan (2008)
- Argo, regia di Ben Affleck (2012)
- City of Lies - L'ora della verità (City of Lies), regia di Brad Furman (2018)

### Televisione
.
- Vita notturna (Nightlife), regia di Daniel Taplitz - film TV (1989)
- Un giustiziere a New York (The Equilizer) - serie TV (1989)
- Profit – serie TV, 8 episodi (1996)
- Star Trek: Voyager – serie TV, episodio 7x04 (2000)
- Becker - serie TV, episodio 2x17 (2000)
- Angel – serie TV, 11 episodi (2001-2002)
- Streghe (Charmed) – serie TV, 1 episodio (2003)
- CSI - Scena del crimine (CSI: Crime Scene Investigation) - serie TV, episodio 9x12 (2009)
- Criminal Minds - serie TV, episodio 8x14 (2013)
- Castle - serie TV, episodio 7x07 (2014)
- Pretty Little Liars – serie TV, 1 episodio (2016)
- Supernatural – serie TV, 6 episodi (2016-2019)

## Doppiaggio
- Dr. Terrence Kyne in Dead Space - La forza oscura
- Laserbeak in Transformers 3 - voce di Laserbeak

### Videogiochi
- Fallout: New Vegas nel ruolo di Joshua Graham
- L.A. Noire nel ruolo di Herschel Biggs
- Halo 4 nel ruolo del didatta
- BioShock Infinite nel ruolo di Cornelius Slate
- Araldo (Razziatore), Eliah Kehlam in Mass Effect 2
- Flameslinger nel franchise "Skylanders"
- Dr. Terrence Kyne on Dead Space

## Doppiatori italiani
Nelle versioni in italiano delle opere in cui ha recitato, Keith Szarabajka è stato doppiato da:
- Paolo Marchese ne Il cavaliere oscuro, Argo, Elementary
- Pietro Biondi in X-Files
- Sergio Di Stefano in Una donna, una storia vera
- Francesco Pannofino in Un mondo perfetto
- Fabrizio Pucci in Angel
- Gerolamo Alchieri in CSI - Scena del crimine
- Claudio Fattoretto in Criminal Minds
- Massimo Milazzo in Castle

Da doppiatore è sostituito da:
- Alessandro Quarta in Transformers 3
- Dario Argento in Dead Space[1]
- Pierluigi Astore in Dead Space - La forza oscura
- Matteo Zanotti in BioShock 2
- Riccardo Rovatti in BioShock Infinite
- Antonio Palumbo in Star Wars Rebels